# بيغي داف
كانت بيغي داف (بالإنجليزية: Peggy Duff)‏ (8 فبراير، 1910 - 16 فبراير، 1981) ناشطة سياسية بريطانية بدأت مسيرتها في الاحتجاج على المعاملة السيئة لأسرى الحرب الألمان في بريطانيا بعد الحرب العالمية الثانية. عُرفت بشكل رئيسي بسبب مساهمتها في حركة السلام بصفتها منظِّمة حملة نزع السلاح النووي. وصفها نعوم تشومسكي بأنها «أحد الأشخاص الذين غيروا التاريخ الحديث فعليًا».

## النشاط السياسي
انضمت داف أثناء الحرب إلى حزب الثروة المشتركة، وهو حزب اشتراكي نموذجي أكثر يسارية من حزب العمال، أسسه السير ريتشارد أكلاند. بعد انتخابات عام 1945 التي تنازل فيها حزب الثروة المشتركة عن حقه في الاقتراع لصالح حزب العمل، وظّف فيكتور غولانكز داف في منظمته المعروفة باسم أنقذوا أوروبا الآن، والتي كانت ترسل الغذاء والملابس إلى ألمانيا والنمسا المحتلتين من بريطانيا التي ترشّد استهلاكهما، وأسست حملة من أجل إعادة أسرى الحرب إلى أوطانهم. شغلت منصب مديرة أعمال مجلة تريبيون (بالإنجليزية: Tribune) منذ عام 1949 وحتى 1955، ثم شاركت في دعم أنايرين بيفون.
بعد مدة قصيرة من عودتها للعمل مع فيكتور غولانكز، شغلت داف منصب أمين الحملة الوطنية لإلغاء عقوبة الإعدام، التي أنشِئَت في شهر أغسطس من عام 1955، وجاء ذلك ردًّا على عدد من عمليات الإعدام المثيرة للجدل (بما في ذلك إعدام روث إيليس). انتُخِبَت عام 1956 عضوًا ممثلًا لحزب العمال في مجلس بلدية سانت بانكراس، حيث أصبحت المنسق العام لكتلة حزب العمال النيابية. دعمت أيضًا حقوق المستأجرين في مساكن المجلس، ولكنها أعطت من خلال ذلك الضوء الأخضر لبرنامج إعادة التطوير المعماري المثير للجدل وبرنامج إزالة الأحياء الفقيرة اللذان اعتُبرا غالبًا سببًا في خراب المنطقة التي كانت تخدمها.

## حملة نزع السلاح النووي
أثار أنايرين بيفون، مساعد وزير الدولة للشؤون الخارجية آنذاك، دهشة مؤيديه في مؤتمر حزب العمال في عام 1957، إذ أنه شجب مطالب النزع أحادي الجانب للسلاح النووي. ردت داف في شهر نوفمبر من ذلك العام من خلال مشاركتها مع آخرين في تأسيس حملة نزع السلاح النووي التي هدفت إلى إقناع بريطانيا «بالتخلي غير المشروط عن استخدام الأسلحة النووية أو إنتاجها ورفض السماح للآخرين باستخدامها لأغراض دفاعية». أصبحت داف الأمين المنظم للحملة، وأصبحت معروفة بين مؤيدي الحملة بنشاطها وصمودها. لاحظ رئيس حملة نزع السلاح النووي كانون جون كولينز أنها لم تُوحي بأنها شخص كفء وأنها «بدت متهورة للغاية»، ولكن كان لعملها نتائج مثيرة للإعجاب. نظمت مسيرات ألديرميستون الثانية ومسيرات لاحقة منذ عام 1959 وحتى 1936.

## حياتها لاحقًا
عام 1965، بدأت العمل لصالح الاتحاد الدولي لنزع السلاح والسلام، واستقالت من منصب الأمين العام لحملة نزع السلاح النووي عام 1967. استقالت من حزب العمال في العاشر من شهر مايو عام 1967 إثر دعم هارولد ويلسون الدبلوماسي للولايات المتحدة في حرب فيتنام ورفض إدانة دكتاتورية «العقداء» اليونانيين. كتبت مذكراتها في وقت لاحق من حياتها، بعنوان يسار، يسار، يسار (بالإنجليزية: Left, Left, Left) والتي نشرتها دار أليسون أند باسبي في عام 1971، ونقحت وكتبت جزءًا من كتاب الحرب أم السلم في الشرق الأوسط؟ (بالإنجليزية: War or Peace in the Middle East) (1978)، والذي ناقشت فيه فكرة مفادها أنه «لا مزيد من الشيكات المفتوحة لإسرائيل». توفيت بعد إصابتها بسرطان الثدي في مستشفى يونيفيرسيتي كوليدج، عن عمر 71 عام ودُفِنت في مقبرة هامبستيد.

## تقديرها
اعتبر نعوم تشومسكي داف بأنها «أحد أولئك الأبطال المجهولين كليًا، لأنها قدمت الكثير»، وأشار إلى أنها «استحقت الفوز بجائزة نوبل عشرين مرة». وصفها بأنها كانت «شخصية قيادية» في كل من حملة نزع السلاح النووي والحركة المناهضة لحرب فيتنام.